# Leipziger Universitätsmusik
Die Leipziger Universitätsmusik besteht aus Ensembles der Studierenden und Lehrenden der Universität Leipzig, unterstützt von professionellen Musikern.

## Geschichte
Die Wurzeln der Universitätsmusik in Leipzig reichen bis zur Gründung der Universität zurück. Bereits 1410 schrieb die Artistenfakultät in ihrem Statut Vorlesungen über die 1323 von Johannes de Muris verfasste Musica speculativa secundum Boethium zur Erlangung von Baccalauréat und Magisterium vor. Damit hatte die Musik neben Arithmetik, Geometrie und Astronomie eine feste Stellung im Quadrivium der mittelalterlichen Universität.
1558 wurden „Musica“-Vorlesungen jedoch zugunsten von Vorlesungen zur Physik aufgegeben. Um diese Zeit wurden aber neue Vorlesungen und Übungen von den Kantoren der Thomas- und Nikolaikirche zur Ausbildung von praktischen Musikern durchgeführt. Die Universitätsmusik jener Zeit war hauptsächlich Kirchenmusik. Erster Musikdirektor an der Universitätskirche St. Pauli („Director musices Paulini“) wurde 1656 Werner Fabricius.
Im 17. Jahrhundert kam es zur Bildung einzelner studentischer Instrumentalensembles, sogenannter Collegia musica. Der damalige Jurastudent Georg Philipp Telemann gründete 1701 ein solches Collegium musicum. Als Nachfolger dieses später von Johann Sebastian Bach geleiteten studentischen Orchesters sieht sich das 1979 vom damaligen Universitätsmusikdirektor Max Pommer gegründete Neue Bachische Collegium Musicum. Ein zweites Collegium musicum gründete 1708 der Jurastudent Johann Friedrich Fasch, es wurde später von Johann Gottlieb Görner geleitet.
1710 führte die Universität einen „neuen“ Gottesdienst mit anspruchsvoller Figuralmusik in der Universitätskirche St. Pauli ein. Diese öffentlichen Gottesdienste stießen auf starken Widerstand der städtischen Hauptkirchen. Der an hohen Festtagen übliche „alte“ Gottesdienst mit Motettengesang fand weiterhin unter Leitung des Thomaskantors Johann Sebastian Bach statt, mit dem „neuen“ Gottesdienst wurde der künstlerisch unbedeutende Universitätsmusikdirektor Johann Gottlieb Görner betraut. Den Höhepunkt einer Musiktradition zu akademischen Festakten, Huldigungen und Trauerfeiern der Universität des 17. und 18. Jahrhunderts bilden Kompositionen von Johann Sebastian Bach, die dieser während seiner Amtszeit als Thomaskantor im Auftrag der Universität selbst oder im Auftrag von Universitätsangehörigen fertigte. Zum Teil waren diese Werke auch Huldigungskantaten für das sächsisch-polnische Herrscherhaus. Von den Festmusiken zu Leipziger Universitätsfeiern sind heute zwölf Werke vollständig erhalten. Mit diesen Kompositionen nimmt die Universität Leipzig eine Sonderstellung unter den Universitäten der Welt ein.
Im 18. Jahrhundert fanden musiktheoretische Vorlesungen durch Lorenz Christoph Mizler sowie musikästhetische Vorlesungen durch Christian Friedrich Michaelis statt.
Die 1802 gegründete Leipziger Singakademie, deren Dirigenten zwischen 1810 und 1848 zugleich Universitätsmusikdirektoren waren, führte in der Universitätskirche ab 1810 regelmäßig Oratorien auf. In der Folgezeit gründeten sich mehrere Chöre, so 1850 der Riedelverein und der Bachverein, 1822 der Pauliner-Verein (seit 1919 Universitäts-Sängerschaft St. Pauli) und 1852 der aus dem pennalen Gesangverein Arion abgespaltene Studentengesangverein Arion (seit 1907 Sängerschaft Arion).
Hugo Riemann gründete 1908 aus dem musikwissenschaftlichen Seminar der Universität das Musikwissenschaftliche Institut Collegium musicum. 1914 wurde dem Collegium musicum ein staatliches Forschungsinstitut für Musikwissenschaft angegliedert. 1926 gründete der spätere Universitätsmusikdirektor Friedrich Rabenschlag den Madrigalkreis Leipziger Studenten, der 1938 im Leipziger Universitätschor aufging. 1929 eröffnete die Universität im neuen Grassimuseum ihr Musikinstrumentenmuseum.
Nach dem Zweiten Weltkrieg nahm Friedrich Rabenschlag 1946 wieder die Arbeit mit dem Universitätschor, der Universitätskantorei und dem Kammerorchester der Universität auf. 1954 gründete Horst Förster das Collegium musicum der Universität, später Akademisches Orchester. Hans Grüß rief am Musikinstrumentenmuseum 1957 die Capella fidicinia zur werkgetreuen Aufführung Alter Musik ins Leben.
Einen tiefen Einschnitt im Musikleben der Universität stellte die Zerstörung der Heimstatt des Universitätschores dar. Auf Veranlassung der SED-Machthaber erfolgte am 30. Mai 1968 die Sprengung der im Krieg nicht beschädigten kunstgeschichtlich unersetzlichen Universitätskirche St. Pauli.
Nach der politischen Wende, im Jahr 1991, trennte sich die Universität vom Akademischen Orchester.

## Gegenwart
Nach der politischen Wende erfolgte mit der Bündelung der Musikaktivitäten der Universität unter einheitlicher Leitung des Universitätsmusikdirektors im Jahr 1992 die Einrichtung der Leipziger Universitätsmusik.
Im Oktober des Jahres gründete der Universitätsmusikdirektor und Leiter des Universitätschors Wolfgang Unger das Pauliner Kammerorchester. Damit hat der Universitätschor ein Orchester zur Verfügung, auf das er vorrangig bei der Aufführung chorsinfonischer Werke zurückgreifen kann. Das in Erinnerung an die Universitätskirche benannte professionelle Kammerorchester musiziert auf modernen Instrumenten.
Im Jahr 1994 fanden die ersten Leipziger Universitätsmusiktage statt, die seitdem im zweijährigen Rhythmus veranstaltet werden. Der Leipziger Universitätschor, das Pauliner Kammerorchester und das 1994 aus dem Kammerorchester heraus gegründete Pauliner Barockensemble, das ausschließlich auf historischen Instrumenten spielt, bilden zusammen die Leipziger Universitätsmusik, die seit 2005 von David Timm geleitet wird.

## Universitätsmusikdirektoren
- 1656–1679: Werner Fabricius
- 1679–1701: Johann Schelle (Thomaskantor 1677–1701)
- 1701–1722: Johann Kuhnau (Thomaskantor 1701–1722)
- 1723–1778: Johann Gottlieb Görner
- 1778–1785: Johann Adam Hiller (Thomaskantor 1789–1800)
- 1785–1809: Johann Georg Häser
- 1808–1810: Johann Gottfried Schicht (Thomaskantor 1811–1823)
- 1810–1818: Friedrich Schneider
- 1818–1827: Johann Philipp Christian Schulz
- 1827–1843: August Pohlenz
- 1843–1847: Ernst Friedrich Richter (Thomaskantor 1868–1879)
- 1847–1887: Hermann Langer
- 1887–1898: Hermann Kretzschmar
- 1898–1906: Heinrich Zöllner
- 1907–1908: Max Reger
- 1908–1930: Friedrich Brandes
- 1930–1939: Hermann Grabner
- 1939–1962: Friedrich Rabenschlag
- 1963–1973: Hans-Joachim Rotzsch (Thomaskantor 1972–1991)
- 1973–1987: Max Pommer
- 1987–2004: Wolfgang Unger (Thomaskantor ad interim 1991–1992)
- seit 2005: David Timm

Friedrich Rabenschlag war in der DDR der letzte Leiter des Universitätschores, der den offiziellen Titel „Universitätsmusikdirektor“ trug, erst 1991 wurde der Titel wieder an Wolfgang Unger verliehen.

## Ensembles der Universitätsmusik
- Leipziger Universitätschor (gegründet 1926 als Madrigalkreis Leipziger Studenten)
- Pauliner Kammerorchester (gegründet 1992)
- Pauliner Barockensemble (gegründet 1994)
- Leipziger Universitätsorchester (gegründet 2003)
- Unibigband Leipzig (gegründet 2006)